# Takashi Abe
Pour les articles homonymes, voir Abe.
Takashi Abe est un joueur de shōgi professionnel japonais né le 25 août 1967 dans à Osaka, vainqueur du tournoi Zen Nihon Pro en 1993 et finaliste du tournoi Ryuo en 2002.

## Biographie et carrière
Takashi Abe est né à Osaka en août 1967. Il est devenu professionnel en juin 1985.
En 1993, Takashi Abe remporte la 12e édition du tournoi Zen Nihon Pro en battant en finale Hiroki Nakata.
En 1999-2000, il remporte le tournoi KO des étoiles en remportant cinq victoires consécutives.
Takashi Abe se qualifie pour la finale du tournoi Ryuo en 2002. Il perd le match en sept parties contre Yoshiharu Habu sur la marque de 3 à 4, après avoir mené 3 victoires à 2.
Il a été classé 7e dan à partir de juin 1997, 8e dan professionnel en février 2005 et 9e dan depuis juillet 2020. Il a fait partie de la classe A (première division) des tournois de classement du Meijin en  2006-2007 (il finit dixième du tournoi).